# Campionat internacional d'esgrima de 1932
El Campionat internacional d'esgrima de 1932 fou la desena edició de la competició que en l'actualitat es coneix com a Campionat del Món d'esgrima. Es va disputar a Copenhaguen. Es disputaren el mateix any que els Jocs Olímpics de Los Angeles, i per aquest motiu sols es disputà una sola prova en aquests campionats, la de floret femení per equips, una prova no olímpica.

## Resultats
| Proves            | Or                                                                                             | Plata                                                                                            | Bronze'                                                                       |
| Floret per equips | DinamarcaUlla Barding · Aase Holgersen · Inger Klingt · Gerda Munck · Grete Olsen · Mitzi With | ÀustriaGrete Friedmann · Elisabeth Grasser · Ellen Preis · Frieda von Gregurich · Fritzi Wenisch | AlemanyaRoething Lindinger · Tilly Merz · Erna Sondheim · Rotraud von Wachter |

## Medaller
| Posició | País      | Or | Plata | Bronze | Total |
| 1       | Dinamarca | 1  | 0     | 0      | 1     |
| 2       | Àustria   | 0  | 1     | 0      | 1     |
| 3       | Alemanya  | 0  | 0     | 1      | 1     |
| TOTAL   | TOTAL     | 1  | 1     | 1      | 3     |